# Santa Maria di Sala
Santa Maria di Sala är en ort och kommun i storstadsregionen Venedig, innan 2015 provinsen Venedig, i regionen Veneto i Italien. Kommunen hade 17 597 invånare (2018).